# Shiho Tanaka
Shiho Tanaka (29 giugno 1998) è una judoka giapponese.

## Palmares
- Mondiali

Abu Dhabi 2024: oro nella gara a squadre, bronzo nei -70 kg.
Budapest 2025: oro nei -70 kg, bronzo nella gara a squadre.
- Giochi asiatici

Jakarta 2018: oro nella gara a squadre.
Hangzhou 2023: oro nei -70 kg nella gara a squadre.
- Campionati asiatico-pacifici di judo

Fujairah 2019: oro nei 70 kg.
- Universiadi

Napoli 2019: oro nei -70 kg e nella gara a squadre.